# Krzysztof Rutkowski (piłkarz)
Krzysztof Rutkowski (ur. 23 maja 1953 r. w Poznaniu, zm. 13 października 2007 r. w Sydney) – polski piłkarz, zawodnik Lecha Poznań, Olimpii Poznań, Kani Gostyń oraz Admiry Poznań oraz sędzia piłkarski.

## Kariera piłkarska
Wychowanek Lecha Poznań, w którym rozpoczął treningi w 1968 roku. Po dwóch latach popularny „Netzer” zadebiutował w pierwszym zespole Lecha, w trzecioligowym meczu z Calisią Kalisz. W 1973 roku po raz pierwszy wystąpił w meczu ekstraklasy przeciwko Calisii. W 1975 roku, ówczesny trener Kolejorza, Aleksander Hradecki zaczął go wystawiać na pozycji bocznego obrońcy. W klubie grał do 1978 roku z przerwą na służbą wojskową w Legii Warszawa, w której nie wystąpił w żadnym oficjalnym spotkaniu, z uwagi na kontuzję. W Lechu zagrał w 111 spotkaniach (82 w ekstraklasie, 1 w II lidze, 21 w III lidze, 3 w Pucharze Ligi i 4 w Pucharze Polski. Następnie zaczął grać dla innej poznańskiej drużyny, Olimpii, w której zakończył grę w 1983 roku. Reprezentował jeszcze Kanię Gostyń w latach 1984–1985 i Admirę Poznań w latach 1985–1987.

## Kariera sędziowska
Po zakończeniu kariery piłkarskiej ukończył kurs sędziowski. Jako sędzia dotarł do III ligi.

## Życiorys
Od 1976 roku mieszkał w Luboniu, w 2005 roku wyjechał do Australii, gdzie przebywał u rodziny. Zmarł na atak serca w Sydney. 13 listopada 2007 roku został pochowany w grobie rodzinnym na cmentarzu parafialnym we Wirach.